# Anne Bradstreet
Anne Bradstreet née Dudley (née vers 1612 à Northampton, Angleterre et morte le 16 septembre 1672 à Andover, Massachusetts) est une écrivaine et poétesse américaine, la première dont les œuvres furent publiées. Elle est considérée comme la première femme écrivaine importante dans les colonies américaines et tient de ce fait une place particulière dans la littérature américaine.

## Biographie
Anne Bradstreet est la fille de Thomas Dudley (en) et Dorothy Yorke. Son père, qui fut l'un des leaders des soldats volontaires lors de la Réforme anglaise et du Règlement élisabéthain, est alors majordome du comte de Lincoln. Elle est élevée dans un milieu imprégné de culture et reçoit une très bonne éducation, ce qui n'était pas fréquent pour une femme à cette époque.
À l'âge de seize ans, elle épouse Simon Bradstreet. En 1629, son père et son mari joignent un groupe dont l'objectif est de protéger les valeurs du Puritanisme et d'établir leur propre société sur une nouvelle terre.
Le couple émigre deux ans plus tard en Nouvelle-Angleterre, avec Thomas et Dorothy Dudley. Ils effectuent le voyage à bord de l'Arabella et la traversée de trois mois est difficile, beaucoup de voyageurs y perdent la vie. Ils atteignent le sol américain le 14 juin 1630, à l'endroit qui est à présent Pionneer Village (Salem). Ils vont ensuite bouger dans plusieurs villes : Charlestown, Boston puis Cambridge.
Les colons luttent pour survivre. Le climat, le manque de nourriture et le confort spartiate rendent la vie d'Anne difficile. Elle se renferme sur elle-même et laisse sa foi et son imagination la guider. En 1632, Anne donne naissance à son premier enfant, Samuel. Malgré sa santé fragile, elle aura huit enfants.
Thomas Dudley et Simon Bradstreet jouent un rôle majeur dans la création de Harvard en 1636. Samuel et Simon, deux des fils d'Anne, seront diplômés du prestigieux établissement en 1653 et 1660. Les obligations politiques de son mari l'obligent à voyager entre les différentes colonies, laissant Anne seule. Elle passe ses jours et ses nuits à lire, dévorant la vaste collection de livres de son père et éduquant ses enfants. Elle y complète ses connaissances en matière de religion, science, histoire, art et médecine. Particulièrement férue de poésie, elle commence à écrire elle-même mais garde ses œuvres pour elle-même, Elle sait qu'une femme intellectuelle n'est pas bien vue dans la société, son amie Anne Hutchinson a été bannie de sa communauté pour s'être exprimée librement en public.
Simon commence à prospérer, mais le 10 juillet 1666 un incendie détruit leur maison et toutes leurs possessions. Heureusement, grâce à son statut social dans la communauté, il retombe rapidement sur ses pieds. La santé d'Anne se dégrade et elle contracte la tuberculose. Elle perd sa fille Dorothy de la même maladie. Elle meurt à Andover le 16 septembre 1672 à l'âge de 60 ans.

## Œuvre
L'éducation d'Anne Bradstreet lui donne les connaissances pour écrire sur des sujets aussi variés que la politique, l'histoire, la médecine ou la théologie. On dit que sa bibliothèque rassemblait plus de 800 ouvrages. La majeure partie a été détruite dans l'incendie de sa maison. Cet évènement lui inspira la poème "Upon the Burning of Our House July 10th, 1666" (A propos de l'incendie de notre maison le 10 juillet 1666).
Beaucoup des poèmes d'Anne Bradstreet sont basés sur l'observation du monde qui l'entoure, insistant sur des thèmes domestiques ou religieux. Longtemps considérée comme ayant uniquement un intérêt purement historique, elle gagna la reconnaissance de la critique au cours du XXe siècle et fut dès lors reconnue comme un écrivain intéressant, dont les œuvres franchissaient le temps, notamment pour sa suite de poèmes religieux - les « Contemplations » - qui furent écrits pour sa famille et ne furent pas publiés jusqu'au milieu du XIXe siècle. L'œuvre de Bradstreet a été profondément influencée par celle du poète français Guillaume du Bartas, qui fut traduite en anglais et était très en appréciée des lecteurs du XVIIe siècle.
En 1647, le beau-frère d'Anne Bradstreet, John Woodbridge, rentre en Angleterre, emportant son manuscrit de poésie (vraisemblablement sans qu'elle le sache). C'est ainsi que la première œuvre d'Anne est publiée à Londres, sous le titre « The Tenth Muse Lately Sprung Up in America, by a Gentlewoman of those Parts ». Le but de la publication semble avoir été le désir d'hommes puritains (Thomas Dudley, Simon Bradstreet, John Woodbridge) de montrer qu'une femme éduquée pouvait sortir de sa condition d'épouse et de mère, sans nécessairement se mettre en compétition avec les hommes.
La plupart des poèmes de cette première édition sont longs et basés sur les conventions poétiques de l'époque, mais les deux derniers poèmes « Of the Vanity of All Worldly Creatures » et « David's Lamentation for Saul and Jonathan » sont plus personnels.
Ses poèmes postérieurs, toujours écrits pour sa famille, montrent son évolution spirituelle alors qu'elle parvient à accepter les règles du puritanisme. Elle écrit aussi des poèmes plus personnels, d'une incontestable beauté, exprimant ses sentiments lors de la naissance d'un enfant ou la mort d'un petit-fils.
Anne Bradstreet est également l'auteur d'un recueil en prose, les « Meditations », rassemblant de courts aphorismes.
En 1678, la première version révisée par elle-même des "Several Poems Compiled with Great Variety of Wit and Learning" est publiée de manière posthume en Amérique et comprend l'un de ses plus célèbres poèmes : "To My Dear and Loving Husband".

## Accueil
Anne dû faire face à de nombreuses critiques car, à l'époque, écrire n'était pas une occupation convenable pour une femme. John Winthrop, figure majeure de son temps, est parmi ses critiques les plus agressifs. Il mentionne dans son journal qu'elle aurait dû rester dans son rôle de femme au foyer et laisser l'écriture aux hommes "dont l'esprit est plus fort". Dans le même ordre d'idées, le pasteur Thomas Parker écrit à sa sœur qu'une femme qui publie un livre sort du cadre qui lui est réservé. Cette vision négative est renforcée par l'idéologie Puritaine qui affirme que la femme est inférieure à l'homme.

## Liste de poèmes
- Before the Birth of One of Her Children
- A Dialogue between Old England and New
- A Letter to Her Husband, Absent upon Public Employment
- Another
- Another (II)
- For Deliverance From A Fever
- Deliverance from Another Sore Fit
- Contemplations (poem)
- In Honour of that High and Mighty Princess, Queen Elizabeth
- In Reference to her Children, 23 June 1659
- The Author to Her Book
- The Flesh and the Spirit
- The Four Ages of Man   (quaternion)
- Four Seasons of the Year (quaternion)
- Four Elements (quaternion)
- Of The Four Ages of Man (quaternion)
- The Four Monarchies  (quaternion)
- The Prologue
- To Her Father with Some Verses
- To My Dear and Loving Husband
- Upon a Fit of Sickness, Anno 1632 Aetatis Suae, 19
- Upon My Son Samuel His Going For England, November 6, 1657
- Upon Some Distemper of Body
- Verses upon the Burning of our House
- The Tenth Muse Lately Sprung Up in America (1650) and, from the Manuscripts. Meditations Divine and Morall, Letters, and Occasional Poems, Facsimile ed., 1965, Scholars' Facsimiles & Reprints,  (ISBN 978-0-8201-1006-6).
- An Exact Epitome of the Three First Monarchies (1650) (a.k.a. Exact Epitome of the Four Monarchies)

## Études consacrées à sa vie et son œuvre
Elizabeth Wade White, descendante des Puritains, a consacré sa thèse à l'oeuvre de Anne Bradstreet.
Amorcées en 1937, les recherches sur Anne Bradstreet ont d'abord été un prétexte qu'a utilisé Elizabeth Wade White pour se rendre en Angleterre, dans le Dorset, pour y rencontrer les écrivaines Valentine Ackland et Sylvia Townsend Warner, et pouvoir soutenir les Brigades Internationales. Cependant ces recherches furent d'une qualité suffisamment importantes pour que White soit autorisée, en 1950, à s'inscrire en thèse à l'Université d'Oxford malgré l'absence de diplômes universitaires.
Soutenue en 1953 à l'Université d'Oxford, sa thèse a été publiée en 1971 sous le titre The life of Anne Bradstreet: The Tenth Muse.
Dans l'une de ses analyses, White met en lumière la façon dont l'un des poèmes de Bradstreet, The prologue, est divisé en deux parties, une première dans laquelle Bradstreet déplore son infériorité par rapport aux écrivains de sexe masculin, puis une seconde où elle affirme le droit de la femme à s'exprimer.